# Saint-Clair-de-Halouze
Saint-Clair-de-Halouze é uma comuna francesa na região administrativa da Normandia, no departamento Orne. Estende-se por uma área de 11,86 km². Em 2010 a comuna tinha 884 habitantes (densidade: 74,5 hab./km²).